# Yeniol
Yeniol (イエニオル, Ienioru), estilizado como YENIOL, é o álbum de estreia lançado pela banda japonesa de metal alternativo Kiba of Akiba, no Japão, no dia 5 de novembro de 2014. O álbum compila todos os singles lançados pela banda entre 2012 e 2013 em versões regravadas.

## Antecedentes
O lançamento do álbum foi anunciado no dia 1 de setembro de 2014, no site oficial da banda. No dia de seu anúncio, uma versão não-masterizada da canção "Hakase wo Mezase" foi disponibilizada para download digital via SoundCloud. Em 29 de outubro, o álbum foi lançado para pré-venda no iTunes. A banda lançou um cover da canção "Rising", da banda Ambience, famosa como tema de abertura da versão em anime de X-Men, como faixa bônus do álbum no iTunes. No dia 3 de novembro, foi lançado um vídeo da letra de "Hakase wo Mezase" no YouTube.

## Visão geral
O álbum contém onze faixas, contendo os singles "Babymetal × Kiba of Akiba", lançado em 2012 em colaboração com Babymetal, "Zenbu Uchu ga Warui", lançado em 2012, e "Animation With You" lançado em 2013. O trabalho de arte da capa do álbum foi feito por KAgaMI. De acordo com o site Geki-Rock, "Yeniol é um álbum para fãs de Babymetal, e viciados em internet e animação".

## Faixas
| N.º | Título                                                        | Duração |  |
| 1.  | "Animation With You"                                          | 3:57    |  |
| 2.  | "Hakase wo Mezase" (はかせをめざせ; Siga seus Objetivos, Dr.) | 3:29    |  |
| 3.  | "The Power And The Museum"                                    | 3:31    |  |
| 4.  | "Internet In Da House"                                        | 4:00    |  |
| 5.  | "Party@The BBS"                                               | 3:42    |  |
| 6.  | "Oh,My Parsonal Computer Is Dead!!!"                          | 4:03    |  |
| 7.  | "Firewall"                                                    | 3:09    |  |
| 8.  | "Zenbu Uchu ga Warui" (全部宇宙が悪い; Universo Ruim)         | 4:07    |  |
| 9.  | "The Stay-Home Superstar"                                     | 3:48    |  |
| 10. | "Zombie Yatsu" (ゾンビ奴; Camarada Zumbi)                     | 3:00    |  |
| 11. | "Final☆Quest" (ファイナル☆クエスト; Última Missão)            | 4:52    |  |

| Faixa bônus - download digital via iTunes |                              |         |  |
| N.º                                       | Título                       | Duração |  |
| 12.                                       | "Rising" (Cover de Ambience) | 3:54    |  |

## Desempenho nas paradas musicais
| Parada                                                     | Melhor posição | Semanas na parada |
| ---------------------------------------------------------- | -------------- | ----------------- |
| Japão (Oricon Weekly Albums)                               | 92             | 2                 |
| Japão (Billboard Japan Top Independent Albums and Singles) | 27             | 2                 |